# إد بيتش
إد بيتش (بالإنجليزية: Ed Beach)‏ مواليد 25 يناير 1929 - الوفاة 15 مارس 1996، كان لاعب كرة سلة أمريكي. بدأ مسيرته الاحترافية في سنة 1950. تم اختياره من قبل فريق لوس أنجلوس ليكرز خلال الدرافت. حمل الرقم 12. بلغ طوله 6 قدم 3 بوصة (1.9 م). اعتزل اللعب في 1951. لعب مع لوس أنجلوس ليكرز وأتلانتا هوكس.

## روابط خارجية
- إد بيتش على موقع إن بي أي (الإنجليزية)
- إد بيتش على موقع سبورتس رفرنس (الإنجليزية)
- إد بيتش على موقع كلية كرة السلة في سبورتس رفرنس.كوم (الإنجليزية)
- إد بيتش على موقع ريلجم (الإنجليزية)
- إد بيتش على موقع بروبوليرز (الإنجليزية)